# Taillecourt
Taillecourt är en kommun i departementet Doubs i regionen Bourgogne-Franche-Comté i östra Frankrike. Kommunen ligger i kantonen Audincourt som tillhör arrondissementet Montbéliard. År 2022 hade Taillecourt 1 132 invånare.

## Befolkningsutveckling
Antalet invånare i kommunen Taillecourt
Referens:INSEE